# Vadiče
Vadiče – wieś w Słowenii, w gminie Tržič. W 2018 roku liczyła 20 mieszkańców.